# San Pietro di Feletto

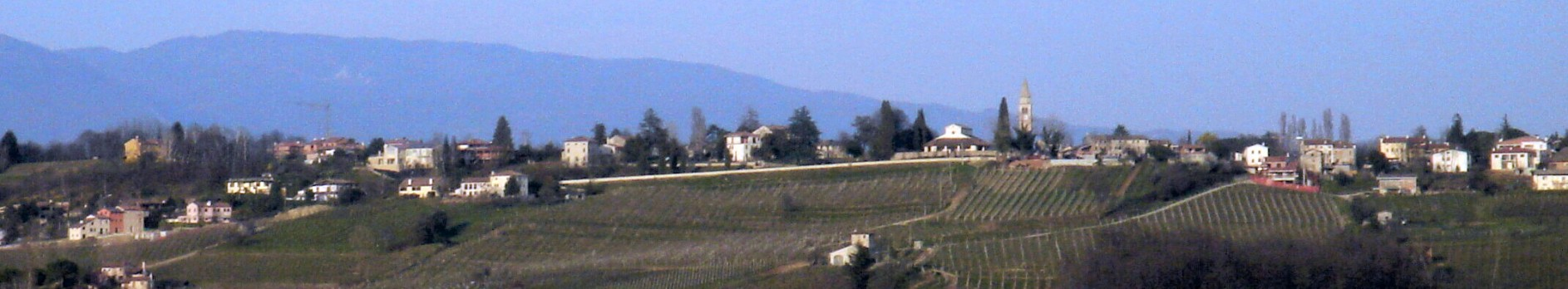
Panorama von San Pietro di Feletto

San Pietro di Feletto ist eine nordostitalienische Gemeinde (comune) mit 5110 Einwohnern (Stand 31. Dezember 2023) in der Provinz Treviso in Venetien. Die Gemeinde liegt etwa 29,5 Kilometer nördlich von Treviso. Der Verwaltungssitz befindet sich im Ortsteil Rua di Feletto.

## Geschichte
Zwischen dem 7. und 8. Jahrhundert entstand eine Kirche von San Pietro, die dem Bistum Belluno zugeordnet wurde.

## Wirtschaft
In der Gemeinde wird der Prosecco di Conegliano e Valdobbiadene (als Herkunftsbezeichnung geschützt) hergestellt.